# Joseph Morton
Joseph Morton   (St. Joseph, 1911 - Mauthausen-Gusen, 24 de gener de 1945) va ser un corresponsal de guerra estatunidenc d'Associated Press (AP) al teatre europeu de la Segona Guerra Mundial. El 26 de desembre de 1944, una unitat antipartisans nazi anomenada Edelweiss va assaltar una cabana de troncs a la muntanya Homolka a l'actual Eslovàquia que allotjava 15 oficials d'intel·ligència aliats, un oficial eslovac, un intèrpret eslovac-estatunidenc, dos combatents de la resistència civil eslovaca, i el mateix Morton, cobrint una operació de l'OSS. Tot i que els oficials aliats estaven degudament uniformats i Morton tenia una identificació de corresponsal de guerra per tal de ser tractats com a presoners de guerra segons la Conveni de Ginebra sobre presoners de guerra, el quarter general de les SS, en compliment de l'Ordre dels Comandaments, que deia que tots els comandaments aliats haurien de ser assassinats immediatament sense judici, fins i tot aquells que portaven els uniformes adequats; va ordenar l'execució sumaríssima dels oficials aliats i dels altres detinguts. El 24 de gener de 1945, Joseph Morton, juntament amb 13 oficials aliats, va ser executat al camp de concentració de Mauthausen-Gusen. Va ser l'únic corresponsal aliat que va ser executat per l'Eix durant la Segona Guerra Mundial.